# اسکات بایرستو
اسکات بایرستو (به انگلیسی: Scott Bairstow) (زاده ۲۳ آوریل ۱۹۷۰) بازیگر کانادایی است.
از فیلم‌های معروف او می‌توان به بازی در فیلم‌های تاک ابدی، مرده در آب، بهترین دوست جدید و سپیددندان ۲ اشاره کرد.